# Anatolij Tjubajs
Anatolij Borisovitj Tjubajs (på ryska Анатолий Борисович Чубайс), född 16 juni 1955 i Borisov, Vitryska SSR, Sovjetunionen, är en rysk politiker och företagare. 

## Biografi
Tjubajs föddes den 16 juni 1955 i staden Borisov i dåvarande Sovjetunionen. Hans far, Boris Matvejevitj Tjubajs, var en pensionerad överste och krigsveteran från andra världskriget, och arbetade som föreläsare i filosofi och marxistisk teori. Hans mor, Raisa Jefimovna Segal, var en judinna från Litauen och en välutbildad hemmafru med examen inom ekonomi.
 

1977 avlade han examen vid Leningrads institut för industriell ekonomi.

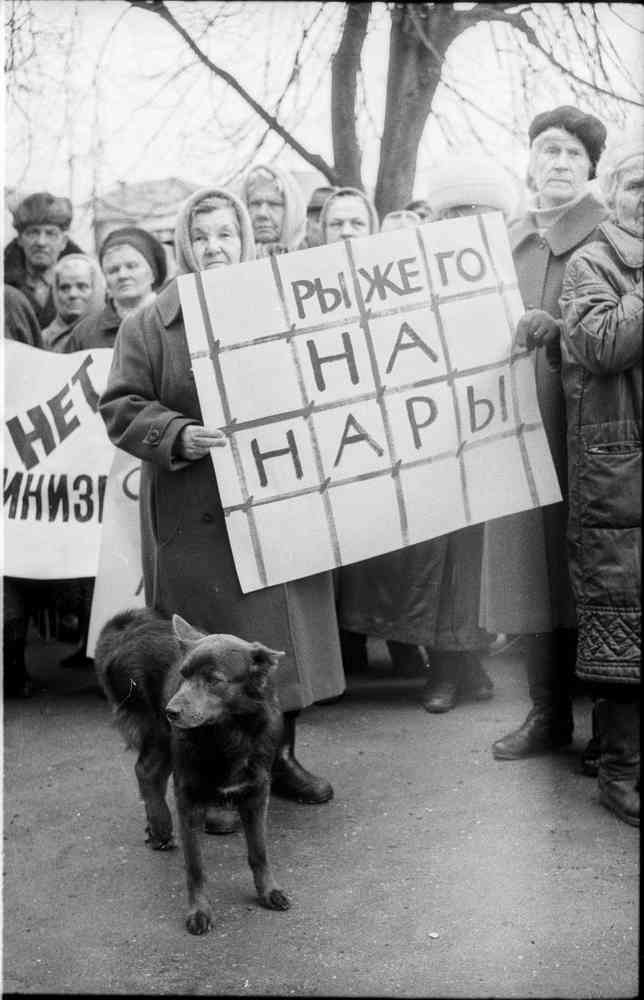
Demonstration mot Tjubajs ekonomiska politik, 1998.

Efter ett knappt år av ekonomistudier i Ungern 1988 började Tjubajs förespråka radikala marknadsreformer. Hans vision var att göra Sankt Petersburg till en fri ekonomisk zon att testa teorierna på, och 1991 blev han förste ekonomiske rådgivare åt Anatolij Sobtjak, Sankt Petersburgs borgmästare. Året därpå blev han minister för privatiseringar i Jegor Gajdars regering.  
Han var vice premiärminister i Jegor Gajdars regering och från november 1994 till januari 1996 förste vice premiärminister under Viktor Tjernomyrdin. Mot slutet av 1990-talet valdes han in i duman för partiet Rysslands val (Выбор России). Gajdar och Tjubajs kallades "unga reformister" och förknippas med den "chockterapi" som Rysslands näringsliv utsattes för, med snabb privatisering och oligarkers framsteg. Från april 1998 till 2008 var han ordförande i den halvstatliga ryska energikoncernen EES Rossii (РАО "ЕЭС России"). Han blev senare Rysslands sändebud i klimatfrågor fram tills 2022, då han lämnade landet i protest mot Rysslands invasion av Ukraina.
Tjubajs bor sedan 2023 i Israel och har fått israeliskt medborgarskap via sin mor enligt lagen om återvändande.

### Tjubajs och Rysslands privatisering
Istället för att sälja de före detta statliga bolagen till högstbjudande, då man fruktade att utländska investerare och kriminella skulle ta över bolagen, så lade Tjubajs grunden för en modell med så kallade "privatiseringskuponger". Tanken var att varje rysk medborgare skulle få en kupong, som sedan kunde användas för att få andelar i företag. Denna modell fick senare hård kritik, då resultatet blev att ett litet antal välbärgade oligarker köpte upp stora mängder kuponger för låga priser. Samtidigt har han hyllats av västerländska rådgivare och ekonomer, då modellen han var med och tog fram säkrade Rysslands snabba övergång till en kapitalistisk marknadsekonomi.
Modellen bidrog till att fattigdom och social osäkerhet bredde ut sig över Ryssland, och bidrog till att Tjubajs blev illa sedd av många ryssar, då hans namn kommit att symbolisera 90-talets brutala privatiseringar och "chockterapi". Han har varit måltavla för fem attentat, det senaste 17 mars 2005 på väg mellan hem och arbete.